# Колонтаєво
Колонта́єво (рос. Колонтаево) — присілок у складі Богородського міського округу Московської області, Росія.

## Населення
Населення — 369 осіб (2010; 435 у 2002).
Національний склад (станом на 2002 рік):
- росіяни — 97 %